# Mel·lífer cendrós
El mel·lífer cendrós (Myzomela cineracea) és un ocell de la família dels melifàgids (Meliphagidae).

## Hàbitat i distribució
Habita els boscos de les illes de Nova Bretanya i Umboi, a l'arxipèlag Bismarck.